# Jearl Miles Clark
Jearl Atawa Miles Clark, ameriška atletinja, * 4. september 1966, Gainesville, Florida, ZDA.
Nastopila je na poletnih olimpijskih igrah v letih 1992, 1996, 2000 in 2004, v letih 1996 in 2000 je osvojila naslov olimpijske prvakinje v štafeti 4×400 m, leta 1992 pa srebrno medaljo v isti disciplini, ob tem je dosegla še pesto mesto v teku na 400 m leta 1996 in šesto mesto v teku na 800 m leta 2004. Na svetovnih prvenstvih je osvojila tri naslove prvakinje v štafeti 4x400 in enega v teku na 400 m ter tri srebrne medalje v štafeti 4x400 in dve bronasti v teku na 400 m, na svetovnih dvoranskih prvenstvih pa zlato in dve bronasti medalji v teku na 400 m ter srebrno in bronasto medaljo v štafeti 4x400 m.